# Nicolaus Petri Lundius
Nicolaus Petri Lundius, född 1615, död 19 mars 1674 i Furingstads församling, Östergötlands län, var en svensk präst.

## Biografi
Nicolaus Lundius föddes 1615. Han blev i september 1633 student vid Uppsala universitet och avlade magisterexamen 2 februari 1642. Lundius blev 1644 lektor i matematik vid Katedralskolan och prästvigdes 18 september samma år. Han blev 1652 kyrkoherde i Furingstads församling. Lundius avled 1674 i Furingstads församling.

### Familj
Lundius var gift med Anna Teslingius (död 1681). Hon var dotter till kyrkoherden Sveno Teslingius och Engela Larsdotter i Furingstads församling. De fick tillsammans barnen Engela, Barbro, Sveno och Johannes. Efter Lundius död gifte hon om sig med kyrkoherden Matthias Iccelius i Furingstads församling.